# BeOS
BeOS és un sistema operatiu per l'ordinador BeBox i després per Macintosh, orientat a l'entorn multimèdia. No va tenir gaire èxit a causa de les poques aplicacions existents que l'utilitzen.